# Tragus (anatomie)

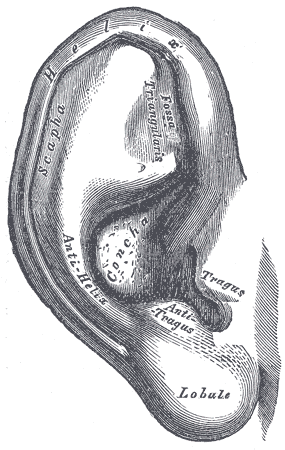
Oor

Tragus is de wetenschappelijke benaming voor het stukje kraakbeen aan de voorzijde van de oorschelp, voor de gehoorgang. Vlak boven de oorlel (lobulus) ligt tegenover de tragus de antitragus.
Als men iets niet wil horen, wordt meestal de tragus tegen de gehoorgang gedrukt.